# Intaglio (Band)
Intaglio ist eine 2004 gegründete Funeral-Doom-Band.

## Geschichte
Jevgenij Semenjow gründete Intaglio gemeinsam mit dem S.C.A.L.P.-Bassisten Pavel Peristy 2004. Semenjow gründete alsbald mit Sergey Terentjev das russische Doom-Label Solitude Productions, auf welchem das selbstbetitelte Debüt des Duos als zweite Veröffentlichung des Labels und zugleich als erstes russisches Funeral-Doom-Album offiziell erschien, während das Debüt von Voj Krugami vyechnosti lediglich in Tapetrading-Kreisen kursierte. Die erste Veröffentlichung einer russischen Funeral-Doom-Band auf einem regulären Label wurde nachkommend zu einem wichtigen Wegpunkt der Entwicklung der landestypischen Variante des Genres, des nationalen Doom-Metal-Musikgeschäftes sowie der nationalen Metal-Szene gewertet.
Das Album selbst erfuhr mit Veröffentlichung allerdings nur wenig internationale Beachtung und wurde von den wenigen Rezensenten als durchschnittliches Genrewerk beurteilt. Mike Liassides nannte das Album für Doom-Metal.com rückblickend, ein Album, das „beispielhaft zeigt, wie hart die postsowjetischen Doom-Metal-Szene arbeiten mussten, um mehr als ein Jahrzehnt“ Genrehistorie und -geschäft aufzuholen. Das Album, das somit der Szene „national den Weg ebnete“, sei international nur ein reguläres Album in einem bekannten und etablieren Genre gewesen. Nach der Veröffentlichung blieben weitere Aktivitäten des Duos lange aus. Erst 2019 erschien mit der Download-Single The Memory of Death ein weiteres musikalisches Werk von Intaglio. Es folgte 2021 das II benannte zweite Studioalbum der Band.

## Stil
Die von Intaglio gespielte Musik wird dem Funeral Doom zugerechnet. Das Gitarrenspiel variiere zwischen langsamen Doom-Metal-Riffing und leichten sowie melodischen Leadspielen. Der Gesang wird als Growling dargeboten. Die vermittelte Atmösphäre sei derweil weniger „deprimiert oder düster“ als im Genre üblich. So präsentiere Intaglio eine eher „unterhaltsame, entspannte“ Variante des Funeral Doom.

## Diskografie
- 2005: Intaglio (Album, Solitude Productions)
- 2019: The Memory of Death (Download-Single, Solitude Productions)
- 2020: Intaglio (15th Anniversary Remix) (Remix-Album, Solitude Productions/The Vinyl Division)
- 2021: II (Album, Solitude Productions)
- 2021: Solitude Vaults: 16 Years Of Doom (Split-Album Mit Lorelei, Without God und Borboropsis, Solitude Productions)